# Niemandsvriend

Het wapen van zowel de heerlijkheid als de gemeente Niemandsvriend

Niemandsvriend is een voormalige gemeente in de Nederlandse provincie Zuid-Holland.
In de middeleeuwen was Niemandsvriend een ambachtsheerlijkheid. De eerste bekende heer van Niemandsvriend was Theijlings Colekijn, die in 1277 werd genoemd. De heerlijkheid was vernoemd naar het tolhuis Niemandsvriend, dat langs de Merwede stond om tol te heffen op de passerende schepen. Niemandsvriend was een klein ambacht van slechts 206 morgen groot; tevens was het arm vanwege de hoge kosten voor het dijkonderhoud.
Van 1 april 1817 tot 23 augustus 1818 vormde de voormalige heerlijkheid een eigen gemeente, waarna het definitief aan Sliedrecht werd toegevoegd. Van oudsher bestond Sliedrecht uit drie heerlijkheden: Naaldwijk, Niemandsvriend en (Over)Sliedrecht of Lockhorst. Niemandsvriend, de kleinste van de drie, lag in zijn geheel als enclave in Oversliedrecht.